# Timur Miroschnytschenko

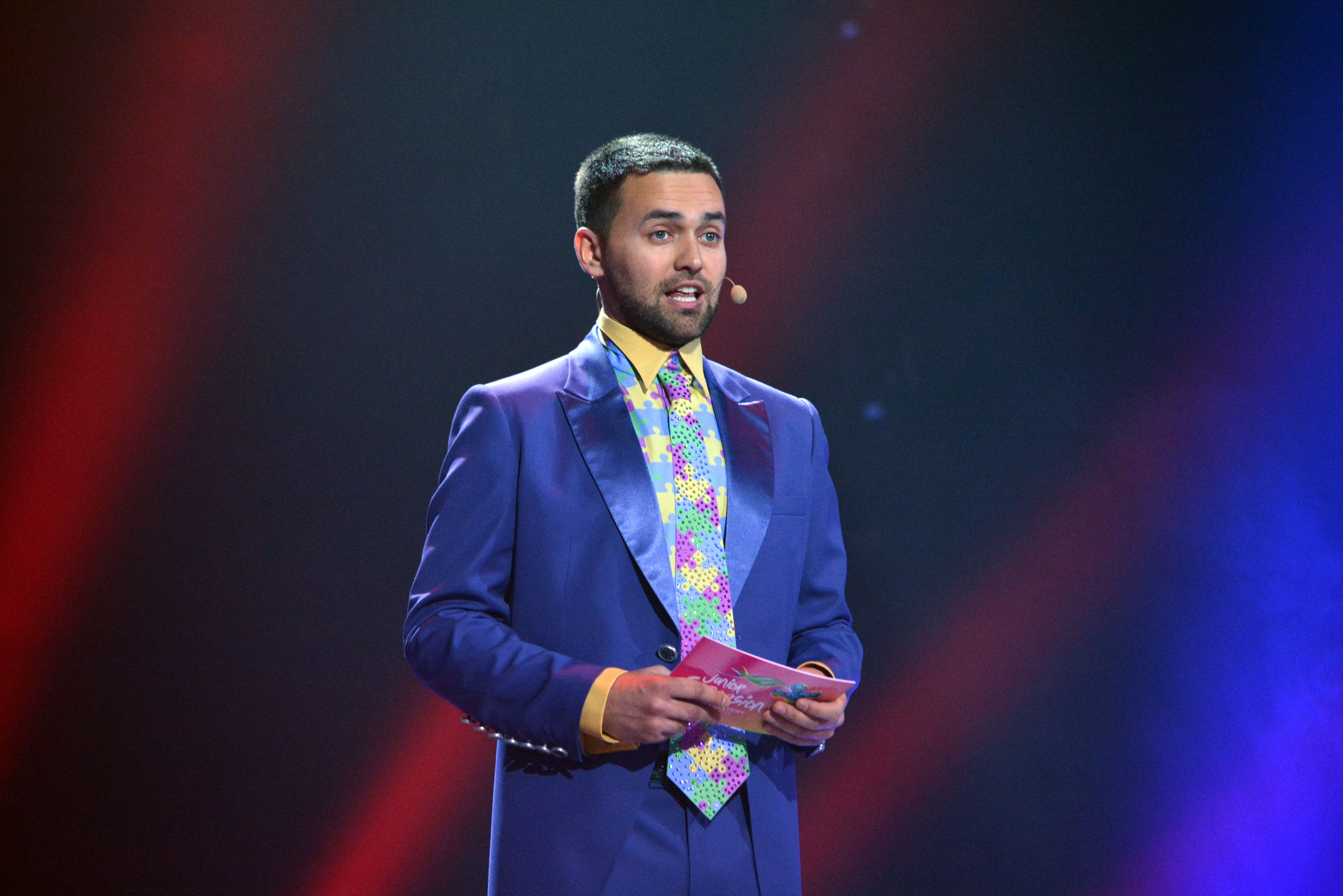
Timur Miroschnytschenko beim Junior Eurovision Song Contest 2013

Timur Walerijowytsch Miroschnytschenko (ukrainisch Тімур Валерійович Мірошниченко, in englischer Transkription Timur Miroshnychenko; * 9. März 1986 in Kiew) ist ein ukrainischer Fernsehmoderator.

## Leben und Karriere
Seine Fernsehkarriere begann Miroschnytschenko 2005, als er ein Jahr vor dem Debüt des Landes den Junior Eurovision Song Contest 2005 für die Ukraine kommentierte. Im Mai 2007 war er zum ersten Mal Kommentator des Eurovision Song Contest. Zudem ist er neben Kim-Lian van der Meij einer von nur zwei Moderatoren, der den JESC zweimal moderierte: 2009 mit Ani Lorak und 2013 mit Zlata Ohnjewitsch, jeweils in Kiew, der Hauptstadt des Landes. Im Mai 2017 hat er den ESC in Kiew moderiert.